# هلن استلماخ
هلن استلماخ (لهستانی: Helena Stelmach زاده ۱۹۳۱ میلادی / ۱۳۱۰ خورشیدی  - درگذشته ۲۰۱۷ میلادی / ۵ اردیبهشت ۱۳۹۶) تنها بازمانده لهستانی‌تبار از جنگ جهانی دوم در ایران بود.

## زندگی
هلن در شهر کراکوف، لهستان به دنیا آمد. در جنگ جهانی دوم و در فاصله سال‌های ۱۹۳۹ تا ۱۹۴۵ هزاران لهستانی به اسارت گاه‌های سرد سیبری تبعید شدند. هلن استلماخ یکی از آن‌ها بود که از اوان کودکی به همراه مادرش به سیبری تبعید شد. آن‌ها نزدیک به دو سال در اردوگاهی در سیبری بودند و پس از گذراندن دوران سخت در سیبری هلن به همراه مادر خود و جمعی دیگر از آوارگان لهستانی به ایران پناه آوردند. از آن پس هلن تمامی این سالیان در ایران زندگی کرد.

## اسارت و فرار از کمپ در ایران
به گفته هلن خانواده استلماخ مزرعه‌ای در شرق لهستان داشتند. پس از آغاز جنگ جهانی دوم که حمله آلمان به غرب لهستان را در پی داشت، گروه‌های بسیاری از آوارگان جنگ به مزرعه خانواده استلماخ پناه آوردند.
وی دربارهٔ اسارت و تبعید به سیبری گفت: «نزدیک سپتامبر ۱۹۴۰، نیمه‌های شب، با ماشین سربازی، اهالی روسیه آمدند و گفتند آمده‌ایم شما را بگیریم. ملک ما تقریباً خراب شده بود. گفتند چون پدر تو افسر ارتش بود، شما را به مسکو می‌بریم.» هلن و خانواده اش توسط ارتش سرخ دستگیر و به تبعیدگاه در سیبری برده شدند. پس از گذشت نزدیک به دو سال تبعیدیان را آزاد می‌گذارند که به جاهای دیگر بروند.
هلن از ورودش به ایران گفت: «ایرانی‌ها خیلی محبت داشتند. این گیلک‌ها مرتب کلوچه و کشمش برای لهستانی‌ها می‌انداختند و با دیدن وضع ما همواره گریه می‌کردند. لهستانی‌ها هم گریه می‌کردند. عده‌ای زیاد مردند و آنهایی که زنده ماندند، سوار اتوبوس‌هایی شدند که راننده‌هایشان ایرانی بود. یکی از اتوبوس‌ها در مسیر رشت به تهران در رودخانه سپیدرود سقوط کرد و همه سرنشینان آن کشته شدند. انگار ما فقط برای گریستن و درد کشیدن خلق شده بودیم. امیدمان را اما از دست ندادیم، به ویژه آن که مادرم استوار و مصمم بود تا در برابر رنج‌ها پایداری کند. همه‌مان آرزوی بازگشت به کشورمان را داشتیم. سرانجام با همین اتوبوس‌ها به تهران رسیدیم.»
وی دربارهٔ فرارش از کمپ مخصوص لهستانی‌ها در تهران در سال ۱۳۲۱ خورشیدی که منجر به ماندنش در ایران شد گفت: «مادرم تصمیم گرفت از کمپ فرار کنیم. او به من گفت اگر در ایران بمانیم این امیدواری هست که روزی به ورشو برگردیم…»

## کتاب از ورشو تا تهران
خاطرات هلن استلماخ در کتاب از ورشو تا تهران با قلم همسرش به رشته تحریر درآمد. در این کتاب هلن داستان زندگی خود را اینگونه آغاز می‌کند: «امروز همه چیز برایم تمام شده و تبدیل به یک رؤیا گشته و جز حسرت و آه چیزی از گذشته نمانده‌است. اما می‌توانم داستان آن روزگار را قصه‌وار تعریف کنم».
هلن در این کتاب می‌گوید هنگام تسخیر ورشو، پایتخت لهستان، توسط ارتش سرخ، او و خانواده اش در شهر کوچک «هرودنو» در صد کیلومتری ورشو زندگی می‌کردند. روزی سربازان شوروی آن‌ها را وادار می‌کنند که خانه و زندگی خود را رها کرده و به تبعیدگاه در سیبری بروند. این واقعه در شبی سرد و تاریک از ماه سپتامبر ۱۹۳۹ رخ داد و هلن می‌گوید: «باید آماده حرکت می‌شدیم. ماشین‌ها و کامیون‌های باری نظامی روس‌ها در بیرون خانه منتظر ما بودند و سربازان روس فرصت را تنگ کرده و فریاد می‌زدند که حرکت کنیم. نمی‌دانستیم به کجا و برای چه خواهیم رفت. همه چیز شبیه یک کابوس بود. هزاران سؤال که هرگز برای آن‌ها جوابی وجود نداشت، در سرم می‌پیچید. از خودم می‌پرسیدم آیا دوباره به خانه قشنگی که در آن به دنیا آمده بودم، باز خواهم گشت؟....» در راه نیمی از تبعیدیان می‌میرند و هلن می‌گوید: «همه با خودشان می‌گفتند آن‌هایی که تلف شده‌اند، راحت شدند.»
پدر هلن را دستگیر کردند و اموال خانواده‌اش را به غارت برده‌اند. آوارگان لهستانی را با قطار باری مخصوص حمل حیوانات در هوای ۴۰ درجه زیر صفر به سوی سیبری بردند. هلن و مادرش نزدیک به دو سال در سیبری در بازداشت به‌سر بردند. هلن می‌گوید «ما نام روزها و تاریخ را گم کرده بودیم و از پنجره تاریک و سیاه دود گرفته تنها نور و روشنایی را از بیرون می‌دیدیم… آرزوی همه ما مرگ بود. دلمان می‌خواست قبل از مردن یک وعده غذای گرم می‌خوردیم».
پس از گذشت مدتی تبعیدیان را آزاد می‌گذارند که به جاهای دیگر بروند و فداکاری‌های مادر هلن که با زبان روسی آشنا بود، آن‌ها را نجات می‌دهد. آن‌ها وارد بندر انزلی می‌شوند و سپس به تهران منتقل می‌شوند و در کمپ‌های مخصوص لهستانی‌ها در تهران نگهداری می‌شوند. پس از مدتی صلیب سرخ تصمیم می‌گیرد که مهاجران را به کشورهای دیگر منتقل کند. در این وضعیت هلن و مادرش تصمیم می‌گیرند که از کمپ فرار کنند تا امیدهای بازگشت به لهستان را از دست ندهند.
این تصمیم منجر به ماندگاری هلن در ایران می‌شود. هلن استلماخ می‌نویسد «ایران را دوست دارم. اگر قلبم متعلق به لهستان است، اما تمامی وجودم به کشور ایران وابسته است و خود را یک ایرانی کامل می‌دانم و در وطن‌پرستی از دیگران کمتر نیستم». هلن خاطره آن روزهای تیره جنگ را اینگونه یاد می‌کند: «در این میان سهم ما چه بود و جریمه نابودی میلیون‌ها انسان، فلاکت و خفت ما اسیران لهستانی را چه کسی می‌داد؟»

## درگذشت
هلن استلماخ پس از گذراندن یک دوره بیماری سخت صبح روز سه شنبه ۵ اردیبهشت در بیمارستان مصطفی خمینی در تهران درگذشت؛ و طبق وصیت خود در کنار مزار مادرش امیلیا در گورستان دولاب و در جوار هموطنان لهستانی خود به خاک سپرده شد.